# پراکنش اقیانوسی

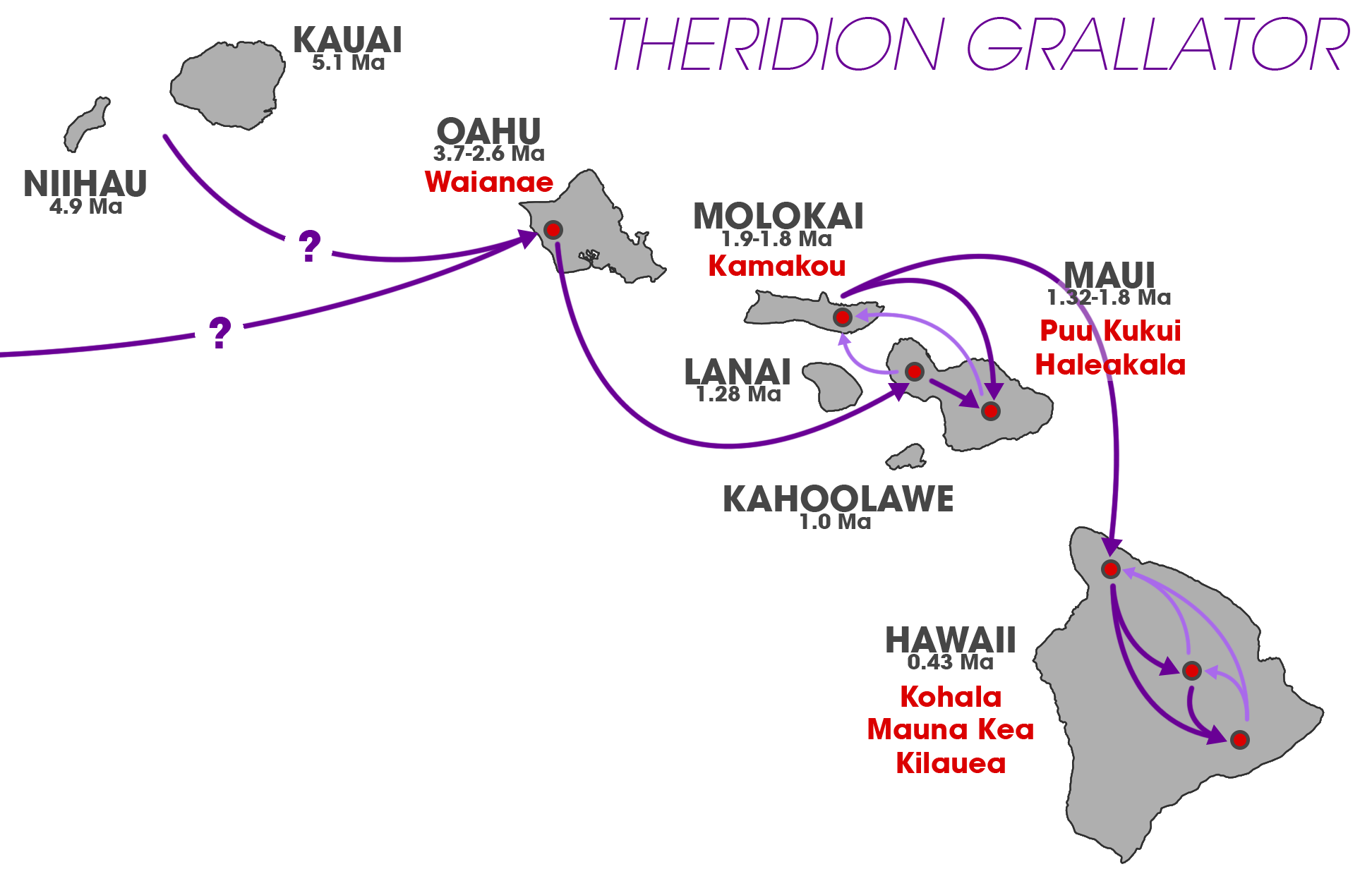
گذرگاه‌های کلنی‌شدن Theridion grallator از طریق جزایر هاوایی شرقی.

پراکنش اقیانوسی (به انگلیسی: Oceanic dispersal) نوعی پراکنش زیستی است که زمانی اتفاق می‌افتد که جانوران خشکی‌زی از طریق عبور از دریا از یک خشکسار به خشکساری دیگر منتقل می‌شوند. پرش جزیره‌ای (Island hopping) عبور از اقیانوس با یک سری سفرهای کوتاه‌تر بین جزایر، در مقابل یک سفر مستقیم به مقصد پایانی است. اغلب این اتفاق از طریق قایق‌های بزرگی از پوشش گیاهی شناور رخ می‌دهد، مانند شناورهایی که در رودخانه‌های اصلی مناطق استوایی شناور می‌شوند و به دریا می‌روند، گاهی جانورانی که روی آنها به دام می‌افتند. پراکندگی از طریق چنین قایق‌هایی گاهی به عنوان یک رویداد رفتن با قایق الواری (rafting event) نامیده می‌شود. تشکیل کلنی در توده‌های زمین توسط گیاهان نیز می‌تواند از طریق بذرهای شناور در پراکندگی اقیانوسی از راه دور رخ دهد.